# Boulevard du Champ-de-Mars
Le boulevard du Champ-de-Mars est une voie de circulation de la ville de Colmar, en France.

## Situation et accès
Cette voie de circulation, d'une longueur de 450 m (plus un décrochage de 50 m), se trouve dans le quartier centre.
On y accède par le boulevard du Général-Leclerc, l'avenue de la République, les rues Kléber, des Blés, Bruat, Stanislas, Jean-Baptiste-Fleurent, Weinemer, de la Porte-Neuve, Nicolas-de-Corberon et Edighoffen.
Bus de la TRACE, ligne    6  , arrêts Square Hansi et CPAM.

## Bâtiments remarquables et lieux de mémoire
Dans cette rue se trouvent des édifices remarquables[Lesquels ?].

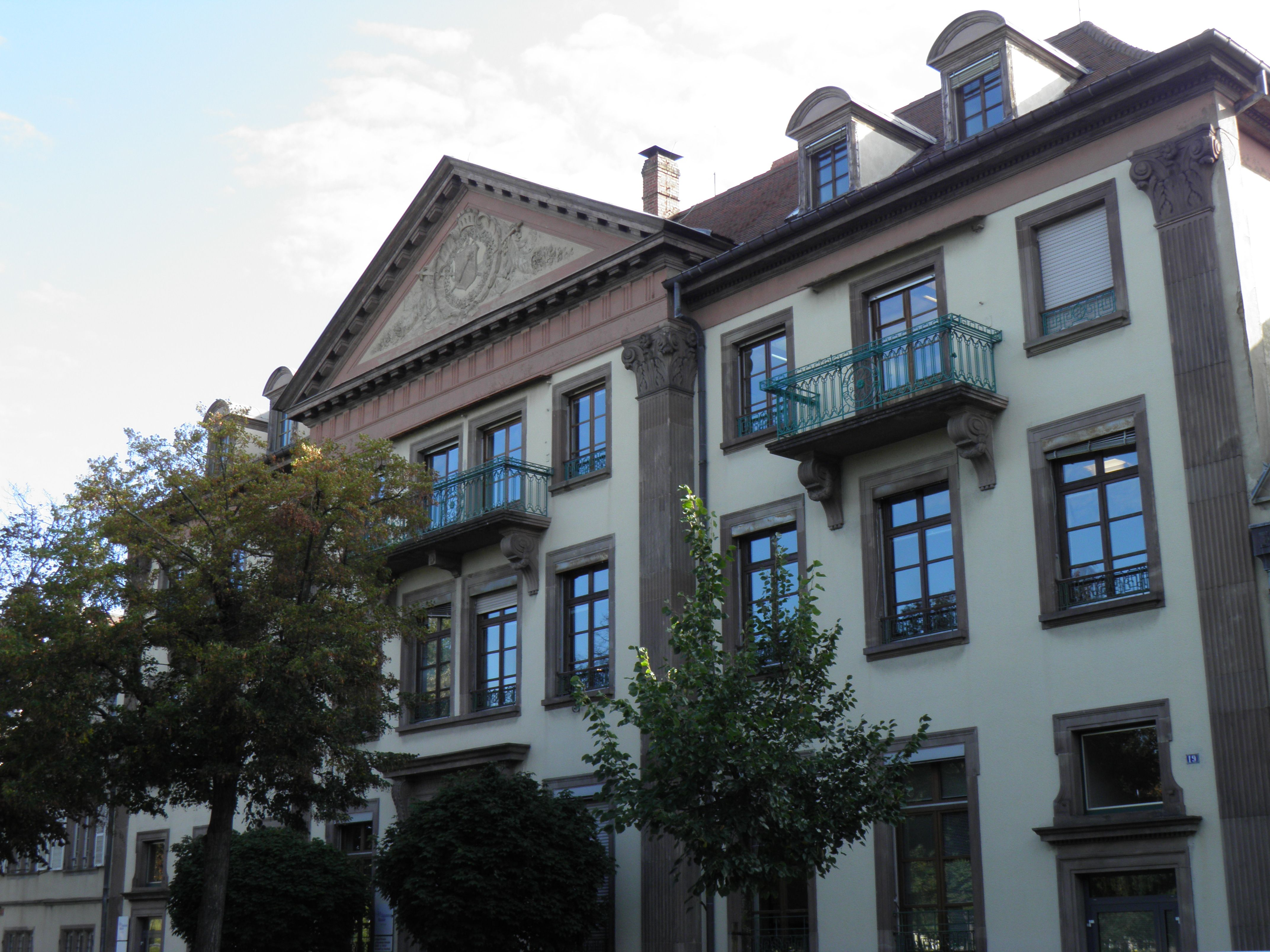
Immeuble au no 19